# 82.ª Divisão de Infantaria (Alemanha)
A 82ª Divisão de Infantaria (em alemão:82. Infanterie-Division) foi uma unidade militar que serviu no Exército alemão durante a Segunda Guerra Mundial.

## Comandantes
| Comandante                                  | Data                                        |
| ------------------------------------------- | ------------------------------------------- |
| Generalleutnant Josef Lehmann               | 1 de dezembro de 1939 - 1 de abril de 1942  |
| General der Infanterie Friedrich Hoßbach    | 1 de abril de 1942 - 6 de julho de 1942     |
| Generalleutnant Alfred Bäntsch              | 6 de julho de 1942 - 31 de janeiro de 1943  |
| Generalleutnant Karl Faulenbach             | 31 de janeiro de 1943 - 15 de março de 1943 |
| Generalleutnant Walter Heyne                | 15 de março de 1943 - ? de abril de 1943    |
| Generalleutnant Friedrich-August Weinknecht | ? de abril de 1943 - ? de maio de 1943      |
| Generalleutnant Walter Heyne                | ? de maio de 1943 - 10 de maio de 1944      |

## Área de operações
| Alemanha                       | dezembro de 1939 - maio de 1940    |
| França                         | maio de 1940 - dezembro de 1940    |
| Alemanha                       | dezembro de 1940 - janeiro de 1941 |
| Países Baixos                  | janeiro de 1941 - dezembro de 1942 |
| Frente Oriental, setor sul     | maio de 1942 - julho de 1943       |
| Frente Oriental, setor central | julho de 1943 - outubro de 1943    |
| Frente Oriental, setor sul     | outubro de 1943 - maio de 1944     |